# گاسیپورا
گاسیپورا (به انگلیسی: Ghasipura) یک روستا در هند است که در شهرستان کندوجار واقع شده‌است. گاسیپورا ۵۲ متر بالاتر از سطح دریا واقع شده‌است.